# Tiro ao Álvaro
Tiro ao Álvaro är en brasiliansk samba-sång från 1960. Den komponerades av Adoniran Barbosa och texten skrevs av Barbosa och Osvaldo Moles. Sången har framförts och spelats in av ett stort antal artister, bland andra Elis Regina, Demônios da Garoa, Diogo Nogueira, Zélia Duncan och Péricles.; 

## Historia
Titeln på låten syftar på sporten prickskytte, som i Brasilien kallas "tiro ao alvo". Under militärdiktaturen kallades en motståndare till regimen "alvo" (mål). I hopp om att inte bli censurerad ändrade Barbosa termen till det vanliga förnamnet "Álvaro", som företer assonans med "alvo".
Låten censurerades också under förevändning av en "...text i dålig smak...", eftersom den ändrade vissa ord med användningen av Paulista-accenten: "flechada" (pil) med "frechada", "tábua" (skylt ) med "táubua", "automóvel" (bil) med "automorver" och "revólver" med "revorver".